# 保科陽治
保科 陽治（ほしな ようじ、1876年（明治9年）10月12日 - 1945年（昭和20年）2月7日）は、明治後期から昭和前期の農業経営者、政治家。衆議院議員、島根県簸川郡出西村長。

## 経歴
島根県出雲郡阿宮村（簸川郡出西村、斐川村、斐川町を経て現出雲市斐川町阿宮）で、保科昌三郎の長男として生れ、1904年（明治37年）家督を相続。1892年に和仏法律学校（法政大学）を卒業する。1893年（明治26年）4月に上京し、1897年（明治30年）東京専門学校（現早稲田大学）邦語政治科を卒業。農業を営む。
出西村会議員、学務委員、所得税調査委員に在任。1906年（明治39年）島根県会議員に選出され、同参事会員、出西村農会長、島根県農会幹事、簸川郡会議員なども務めた。
1915年（大正4年）3月、第12回衆議院議員総選挙で島根県郡部から立憲同志会所属で出馬して当選し、その後憲政会に所属して衆議院議員に1期在任した。1927年（大正6年）2月、出西村長に就任。斐伊川の治水対策に尽力し、1930年（昭和5年）斐伊川治水期成同盟を組織した。

## 親族
- 妹 原カチ（原夫次郎の妻）[6]